# Осигурање
Осигурање је један облик управљања ризиком, првенствено усмерен на смањење финансијских губитака. Осигурање је пренос ризика са осигураника на осигуравајуће друштво, уз плаћање премије осигурања. Ентитет која пружа осигурање је познат као осигураватељ, осигуравајуће друштво, носилац осигурања или покровитељ. Особа или ентитет који купује осигурање је познат као осигураник или као уговаратељ.
Осигурање подразумева да осигураник преузима гарантовани и познати релативно мали губитак у виду плаћања осигураватељу у замену за обећање осигуравача да ће осигуранику надокнадити штету у случају покривеног губитка. Губитак може или не мора бити финансијски, али мора бити сведен на финансијске услове, и обично укључује нешто у чему осигураник има осигурани интерес који је установљен власништвом, поседовањем или већ постојећим односом.
Осигураник добија уговор, који се у писменој форми назива полиса осигурања, у којем се детаљно наводе услови и околности под којима ће осигуравач компензовати осигураника. Износ новца који је осигуравач наплатио осигуранику за покривеност наведену у полиси осигурања назива се премија. Ако осигураник доживи губитак који је потенцијално покривен полисом осигурања, осигураник подноси захтев осигураватељу који прослеђује регулатору потраживања. Осигураватељ може оградити свој сопствени ризик узимањем реосигурања, при чему друга осигуравајућа компанија прихвата да сноси део ризика, посебно ако примарни осигураватељ сматра да је ризик превелик да га сам сноси.

## Основна логика осигурања
Основна идеја која лежи иза осигурања је повезивање ризика великог броја сличних агената у један фонд, тако да закон вероватноће/закон великих бројева обезбеди да се само релативно мали број неповољних догађаја оствари у једној години. Трошак тог малог броја догађаја може лако бити поднет од стране великог броја осигураника. На пример, појединци знају да је ризик пожара у њиховој кући мали, али га се боје зато што би последице биле веома неповољне; стога су спремни да плате осигурање против пожара. Осигуравајућа друштва примају уплату премија зашто што знају, а на основу статистике, да ће се код велике групе агената догодити мали број пожара; стога је и осигуравајућа премија за пожаре обично ниска. Неке организације имају праксу да повећају трошак износа ако клијент затражи да плаћање подели са шест месеци, квартално. Величина доприноса повећава се за 10-20%.

## Типови осигурања
Постоје бројни типови осигурања. Најважнија подела је на:
- животно осигурање (осигурање живота, рентно, допунско осигурање уз осигурање живота, добровољно пензијско осигурање и друге врсте животних осигурања) и
- неживотно осигурање (осигурање од последица незгоде, добровољно пензијско осигурање, осигурање моторних возила, осигурање имовине од пожара и других опасности, остала осигурања имовине, осигурање од одговорности због употребе моторних возила и осигурање од опште одговорности за имовину).

Осигурање постоји практично за све врсте неповољних догађаја за које: а) време и место догађаја нису извесни, б) учесталост, односно стопа неповољног догађаја је предвидљива, в) губитак од догађаја мора бити знатан, али не и катастрофалан, како би осигуравајућа друштва и могла и имала интерес да организују осигурање.
Најчешћи типови осигурања су:
- осигурање аутомобила, које може обухватати како осигурање од штете на возилу осигураног, тако и осигурање од његове одговорности за причињену штету,
- животно осигурање, које предвиђа исплату новца у случају смрти наследнику или оном кога је осигурани назначио,
- здравствено осигурање, које покрива предвиђене трошкове лечења, лекова и помагала за осигуранога,
- осигурање имовине, које обезбеђује осигурање од пожара, провале, земљотреса, поплаве и сличних догађаја,
- путничко осигурање, које обично покрива осигурање од несреће на путу, од крађе и болести,
- ренте, а то је фиксни ток дохотка током одређеног времена,
- пензијско осигурање, слично ренти, оно обезбеђује доходак у старости,
- осигурање од одговорности, које покрива тужбене захтеве против осигураног. На пример, за лекара који је осигуран ће евентуалну штету по судској пресуди платити осигуравајуће друштво,
- осигурање од финансијских губитака у ужем смислу, које обухвата осигурање од курсних промена, од неуспеха наплате потраживања итд.

## Осигурање и игре на срећу
Као и игре на срећу, и осигурање укључује ризик и добитак (или губитак). Али ту је сличностима крај. Игре на срећу нуде могућност добитка или губитка. Осигурање не омогућава добитак. Осигурање обезбеђује само финансијску накнаду губитка. Коцкари могу да улажу и губе ризикујући дотле док могу да плате. Осигурана сума која се може уговорити ограничена је вредношћу ствари које се осигуравају. Игре на срећу могу да униште имовину, па и самог играча. Осигурање смањује финансијски терет и тако помаже опоравак оштећених. Осигурање обезбеђује новац за тренутак када је људима најпотребнији, непосредно после незгоде и после губитка. 
Коцкање, иако ствара и добитнике и губитнике, не нуди подршку губитницима ни њиховим породицама. Накнаде из осигурања су корист не само за појединца; осигурање спречава да цела једна класа могућих губитника постане социјално угрожена категорија. Када се догоди штета, осигурање обезбеђује новац да се поново изгради оно што је већ једном постојало или да финансијски надокнади неповратни губитак. Коцкање преусмерава новац не марећи за способност или одговорност примаоца; без обзира на начин на који добитник располаже новцем. Осигурање даје новац ономе ко је већ достигао ниво финансијске одговорности потребне за плаћање премије и предузимање корака којима ће умањити последице великих губитака. Коцкање повећава ризик. Ствара нови ризик који није морао настати. Осигурање преузима постојећи ризик и управља њиме како би осигураник умањио ризик који нема начина да избегне.
Ризик који настаје при коцкању нема никакве везе са личним и породичним приликама коцкара. Купци осигурања морају имати ваљан разлог, обично неки спољашњи: породични или економски. Коцкари желе и траже ризик. Купци осигурања желе да ризик избегну или бар да ублаже последице великих губитака. Понашање коцкара не утиче на резултат игре. Међутим, да би се купило осигурање од пожара морају се имати инсталирани противпожарни апарати и аларм. У противном је накнада у случају штете умањена. Коцкање је традиционално сматрано за ризик који се не може осигурати. Ипак, у последње време проналазе се и патентирају облици осигурања против губитака у играма на срећу. Пример је патент 6.869.362 САД: „Method and apparatus for providing insurance policies for gambling losses.” Осигурање, избегавање, ублажавање и пренос ризика, смањују неизвесност појединца и организација. Осигурањем се омогућава интелигентно управљање ризиком, постизање стабилности и развоја.

## Историја

### Рани методи
Методе за пренос или дистрибуцију ризика практиковали су вавилонски, кинески и индијски трговци још у 3. односно 2. миленијуму пре нове ере. Кинески трговци који путују варљивим речним брзацима прерасподелили би своју робу на много пловила како би ограничили губитак услед превртања било ког брода.
Закон о Хамурабијевом кодексу 238 (око 1755–1750. п. н. е.) прописује да је поморски капетан, управник брода или закупац брода који је спасио брод од потпуног губитка био дужан да плати само једну половину вредности брода власнику брода. У Digesta seu Pandectae (533), другом тому кодификације закона коју је наредио Јустинијан I (527–565), укључено је правно мишљење римског правника Паула 235. године о Lex Rhodia („Родски закон”). Он артикулише општи просечан принцип поморског осигурања који је успостављен на острву Родос између 1000. и 800. п. н. е., вероватно од стране Феничана током предложене инвазије Доријана и појаве наводних Народа мора током грчког мрачног доба (око 1100 - око 750).